# 66 Lupi
66 Lupi (e Lupi) é uma estrela na direção da Lupus. Possui uma ascensão reta de 15h 12m 49.60s e uma declinação de −44° 30′ 01.3″. Sua magnitude aparente é igual a 4.83. Considerando sua distância de 454 anos-luz em relação à Terra, sua magnitude absoluta é igual a −0.89. Pertence à classe espectral B3IV.